# Dial Records
La Dial Records è stata una etichetta discografica statunitense specializzata in musica jazz attiva a partire dagli anni quaranta del XX secolo.

## Storia
Fondata da Ross Russell, proprietario del negozio di dischi Tempo Music Shop, nel marzo del 1946 a Hollywood, operò per circa un decennio ed è ricordata in particolare per alcuni dischi di Charlie Parker registrati durante il soggiorno californiano del sassofonista.
Nell'ottobre del 1947 Russell spostò la sede della casa discografica a New York, più vicino a quello che era il centro vitale dell'emergente bebop, stile jazzistico a cui principalmente si rivolgeva la Dial.
Tra le uscite più notevoli in ambito jazz:
- Dial 1002: A Night in Tunisia e Ornithology. Entrambe le tracce furono incise dal sestetto di Charlie Parker nel corso della leggendaria seduta di registrazione del 28 marzo 1946.[3] Alla sua uscita, Billboard definì il disco un "oggetto da collezione".[4]
- Dial 1004: Moose the Mooche, incisione del "Charlie Parker Septet" del 1946, registrata presso gli Studi Radio Recorders di Hollywood, California.
- Dial 1035: Get Happy e Congo Blues. Sessione guidata dal vibrafonista Red Norvo, con Dizzy Gillespie, Charlie Parker, Flip Phillips, Teddy Wilson, Slam Stewart, Specs Powell, registrata presso gli WOR Studios, NYC, 6 giugno 1945.[5]
- Dial 1045: Sing Hallelujah e Bird's Blues. Stessa sessione di registrazione di Dial 1035
- Dial LP 903: Ri-pubblicazione di Dial 1035/1045, con Sing Hallelujah ribattezzata Hallelujah e Bird's Blues rinominata Slam Slam Blues.